# Clase de Belerofonte
La Clase de Belerofonte es una forma especial de ánforas áticas del estilo de figuras negras del tercer cuarto del siglo VI a. C. originada en el taller de Nicóstenes. Las ánforas de la Clase Belerofonte son una forma particularmente robusta de este tipo de vaso.
La clase recibió el nombre de un ánfora (número de inventario 50735) en la Villa Julia de Roma, que el Pintor BMN pintó. Se le considera el representante más importante y creativo de un grupo de artistas que decoraron esta forma de ánfora. El vaso homónimo del pintor BMN representa a Belerofonte viniendo de un lado del ánfora y atacando a la Quimera en el lado opuesto.